# Бергман, Вернер
Ве́рнер Бе́ргман (нем. Werner Bergmann; 14 января 1921, Нидеркайна — 25 октября 1990, Потсдам) — немецкий оператор, сценарист, режиссёр и педагог.

## Биография
Работал в Дрездене, снимая рекламу. Позже стал снимать научно-популярные и анимационные фильмы на киностудии «УФА», а с 1946 года — на студии «ДЕФА», с 1953 года — оператор игровых лент. Чаще всего работал с Конрадом Вольфом. Преподавал в Высшей киношколе в Бабельсберге. Автор статей об операторском искусстве.

## Избранная фильмография

### Оператор
- 1950 — Дорога наверх / Der Weg nach oben
- 1951 — Аладдин / Aladin (анимация)
- 1951 — Мы за мир / Freundschaft siegt
- 1953 — Маленькое и большое счастье / Das kleine und das große Glück
- 1954 — Тревога в цирке / Alarm im Zirkus
- 1954 — Один раз не в счет / Einmal ist keinmal
- 1955 — Исцеление / Genesung (в советском прокате «Любовь и долг»)
- 1956 — Капитан из Кёльна / Der Hauptmann von Köln
- 1956 — Лисси / Lissy
- 1957 — Искатели солнца / Sonnensucher
- 1958 — Звёзды / Sterne
- 1959 — Люди с крыльями / Leute mit Flügeln
- 1961 — Профессор Мамлок / Professor Mamlock
- 1963 — Джульетта жива / Julia lebt
- 1964 — Расколотое небо / Der geteilte Himmel
- 1965 — / Ubica na odsustvu (Югославия—ГДР)
- 1967 — Мне было девятнадцать / Ich war neunzehn
- 1971 — Гойя, или тяжкий путь познания (с Константином Рыжовым, ГДР—СССР)
- 1972 — Голова Януса / Januskopf
- 1973 — Голый на стадионе / Der nackte Mann auf dem Sportplatz
- 1976 — / Liebesfallen
- 1976 — Мама, я жив (ГДР—СССР)
- 1977 — / DEFA-Disko 77
- 1981 — Можно мне называть тебя Петрушкой? / Darf ich Petruschka zu dir sagen?
- 1982 — Толстая Тилла / Die dicke Tilla
- 1982 — Человек с «Кап Аркона»[3] / Der Mann von der Cap Arcona (ТВ)
- 1985 — Моя жена Инга и моя жена Шмидт / Meine Frau Inge und meine Frau Schmidt
- 1985 — Гусиный бунт в Бютцове / Die Gänse von Bützow (ТВ)

### Режиссёр
- 1968 — Розы / Rosen (ТВ)
- 1977 — / DEFA-Disko 77
- 1979 — Ночные игры / Nachtspiele
- 1982 — Толстая Тилла / Die dicke Tilla

### Сценарист
- 1968 — Розы / Rosen (ТВ)
- 1979 — Ночные игры / Nachtspiele
- 1982 — Толстая Тилла / Die dicke Tilla
- 1982 — Человек с Кап-Аркона / Der Mann von der Cap Arcona (ТВ)

## Награды
- 1959 — Национальная премия ГДР
- 1968 — Национальная премия ГДР
- 1971 — Национальная премия ГДР